# Karina Cyfka
Karina Joanna Cyfka (z domu Szczepkowska, znana też jako Szczepkowska-Horowska, ur. 28 października 1987 w Rybniku) – polska szachistka, arcymistrzyni od 2010 roku. W 2020 roku zwyciężyła w mistrzostwach Polski w szachach indywidualnych.

## Kariera szachowa
Jest wielokrotną medalistką mistrzostw Polski juniorek. W 2002 r. zdobyła srebrny medal w kategorii do 16 lat w Bartkowej. Rok później w Krynicy w tej samej kategorii wiekowej zdobyła medal złoty. W 2005 r. zdobyła kolejny tytuł mistrzyni Polski, triumfując w Łebie w kategorii do 18 lat. Zdobyła również srebrne medale na mistrzostwach Polski do 20 lat (w Środzie Wielkopolskiej), mistrzostwach kraju w szachach błyskawicznych (w Polanicy-Zdroju) oraz w szachach aktywnych (w Koszalinie, w grupie do lat 18). Kolejne medale w mistrzostwach Polski w szachach błyskawicznych zdobyła w latach 2008 (brązowy) oraz 2014 (srebrny).
Od 2004 r. wielokrotnie startowała w finałach mistrzostw Polski kobiet, zdobywając trzy medale: srebrny (Poznań 2015) oraz dwa brązowe (Warszawa 2011, Chorzów 2013).
Wielokrotnie reprezentowała Polskę na mistrzostwach świata i Europy juniorek. W 2002 r. wywalczyła tytuł mistrzyni Europy do lat 16 w szachach aktywnych. Życiowy sukces odniosła w 2003 r. w Chalkidiki, zdobywając tytuł wicemistrzyni świata do 16 lat. W 2006 r. podzieliła I-II m. w turnieju Pobeskydi Arcimpex Cup we Frýdku-Místku, natomiast na przełomie 2008 i 2009 r. podzieliła I m. w Trzyńcu (wspólnie m.in. z Olegiem Kalininem). W 2010 r. zdobyła w Poznaniu tytuł akademickiej mistrzyni Polski. W 2011 r. zwyciężyła w kołowym turnieju w Orłowej oraz podzieliła I m. (wspólnie z Iwetą Rajlich) w I Międzynarodowym Turnieju im. Krystyny Radzikowskiej. W 2012 r. zdobyła w Katowicach tytuł akademickiej mistrzyni Polski, natomiast w 2014 r. – również w Katowicach – zdobyła srebrny medal Akademickich Mistrzostw Polski.
Reprezentantka Polski w rozgrywkach drużynowych, m.in.:
- czterokrotnie na olimpiadach szachowych (w latach 2012, 2014, 2016, 2018); srebrna medalistka drużynowo w 2016[7],
- trzykrotnie na drużynowych mistrzostwach świata (w latach 2007, 2009, 2015)[8],
- dwukrotnie na drużynowych mistrzostwach Europy (w latach 2011, 2013); czterokrotna medalistka: wspólnie z drużyną – srebrna (2011) i brązowa (2013) oraz indywidualnie – srebrna (2013 – na V szachownicy) i brązowa (2011 – na IV szachownicy)[9].

Najwyższy ranking w dotychczasowej karierze osiągnęła 1 lutego 2015 roku z wynikiem 2416 punktów zajmowała wówczas 58. miejsce na światowej liście FIDE, jednocześnie zajmując 3. miejsce (za Moniką Soćko i Jolantą Zawadzką) wśród polskich szachistek.